# Апокалипсис: Откровение Иоанна Богослова
«Апокалипсис: Откровение Иоанна Богослова» (итал. San Giovanni — L’apocalisse) — телефильм 2002 года, снятый для европейского телевидения. Главную роль исполнил актёр Ричард Харрис. Фильм следует описаниям Викторином Петавским суровых условий, в которых Иоанн Патмосский (Богослов) трудился в шахтах на острове Патмос, а также представляет сцены из Книги Откровения, связывая их с событиями, происходящими с ранней христианской церковью в Азии.
Последний из серии фильмов, основанных на библейских историях, снятых Lux Vide.

## Сюжет
10-й год 9-го десятилетия. Правящий император Римской империи Домициан провозглашает себя богом, а христиан, которые не принимают его божественность и отрицают его существование, считает самыми опасными врагами государства. Пребывающий в заточении на острове Патмос, апостол Иоанн получает от Господа нашего Иисуса Христа Откровение о последних днях существования мира. Молодая христианка Ирина вместе со своим братом Иоником приплывает на остров, чтобы найти Иоанна. Но Ирина даже не предполагает, что ее любимый человек Валерий получил задание отыскать апостола Иоанна.

## В ролях
- Ричард Харрис — Иоанн
- Виттория Бельведере — Ирина
- Беньямин Задлер — Валерий
- Брюс Пэйн — Домициан
- Эрол Сандер — Ионик

## Производство
Телефильм стал последним из многих фильмов, основанных на библейских историях, созданных Lux Vide. Фильмы, которые Lux Vide продюсировал до этого, включали: 
1. Книга Бытия: Сотворение мира
2. Библейские сказания: Авраам
3. Иаков
4. Иосиф Прекрасный: Наместник фараона
5. Пророк Моисей: Вождь-освободитель
6. Самсон и Далила
7. Царь Давид: Идеальный властитель
8. Царь Соломон: Мудрейший из мудрых
9. Пророк Иеремия: Обличитель царей
10. Есфирь Прекрасная: Царица-защитница
11. Иисус
12. Апостол Павел: Чудо на пути в Дамаск

## Восприятие
Луиза Сандроне из Famiglia Cristiana отметила, что Харрис «мастерски сыграл» свою роль. 

## Саундтрек
- Marco Frisina[англ.] — Veni domine Jesu